# Mukhran Vakhtangadze
Mukhran Vakhtangadze (né le 22 janvier 1973 à Batoumi) est un lutteur géorgien qui a concouru dans la catégorie des moins de 85 kg en lutte gréco-romaine aux Jeux olympiques d'été de 2000 et remporté la médaille de bronze. L'année suivante, il conquiert le titre mondial dans la même catégorie.
Il a participé aussi aux Jeux olympiques d'été de 2004 mais a été éliminé rapidement.